# Olofströms kommunala realskola
Olofströms kommunala realskola var en kommunal realskola i Olofström verksam från 1950 till 1968.

## Historia
Skolan fanns från 1944 som högre folkskola som 1950 ombildades till kommunal mellanskola vilken den 1 juli 1952 ombildades till kommunal realskola.
Realexamen gavs från 1950 till omkring 1968.
Som skolbyggnad användes från omkring 1954 den då nyuppförda Högavångsskolan.